# Burgschleif
Burgschleif ist ein Gemeindeteil des Marktes Moosbach im Oberpfälzer Landkreis Neustadt an der Waldnaab, Bayern.

## Geographische Lage
Die Einöde Burgschleif liegt am Tröbesbach etwa eineinhalb Kilometer südlich von Moosbach.

## Geschichte
Das Schleifwerk Burgschleif wurde 1817 gegründet und beschäftigte Anfang des 20. Jahrhunderts 16 Leute.
Zum Stichtag 23. März 1913 (Osterfest) wurde Burgschleif als Teil der Pfarrei Böhmischbruck mit zwei Häusern und 21 Einwohnern aufgeführt.
1920 wurde Burgschleif von Böhmischbruck nach Moosbach umgepfarrt.
Am 31. Dezember 1990 hatte Burgschleif zwei Einwohner und gehörte zur Pfarrei Moosbach.